# Paralappida limbativentris
Paralappida limbativentris är en insektsart som först beskrevs av Stsl 1862.  Paralappida limbativentris ingår i släktet Paralappida och familjen Dictyopharidae. Inga underarter finns listade i Catalogue of Life.